# Olios striatus
Olios striatus är en spindelart som först beskrevs av John Blackwall 1867.  Olios striatus ingår i släktet Olios och familjen jättekrabbspindlar. Inga underarter finns listade i Catalogue of Life.